# 裂稃茅
裂稃茅（学名：Schizachne callosa）为禾本科裂稃茅属下的一个种。

## 扩展阅读
- 維基物種上的相關：裂稃茅